# Josep Planas i Font
Josep Planas i Font (Vilanova i la Geltrú, 1887 — 1928) va ser un compositor català. Va estudiar música a Vilanova i la Geltrú i Barcelona, i va enseñar i compondre a Vilanova i la Geltrú. Entre la seva obra destaca una Missa en mi bemol, les sarsueles L'Arsiceta, El Boronet i El consejo de amor, i algunes sardanes.